# Lex Valeria (82 a. C.)
La Lex Valeria fue una ley de 82 a. C., bajo la cual, el Senado de la República romana nombró a Lucio Cornelio Sila Dictador romano. También permitió a Sila el imperium dictatorial, que le dio control total de la República, sin límite de tiempo como dictador.
Esta decisión es aún más importante porque, en la época, los dirigentes solo eran nombrados dictadores en tiempo de peligro extremo para la ciudad de Roma. Fue la primera vez que un individuo fue investido de poderes dictatoriales desde el fin de la segunda guerra púnica, casi 100 años antes. También, fue la última vez que un individuo sería nombrado dictador de Roma, hasta Julio César.

## Los poderes de Sila como dictador
Como dictador de Roma, a Sila le fue concedido el poder de tomar numerosas decisiones dentro del estado. Más importante aún, como señala Boatwright: "Su nombramiento validaba específicamente todas sus acciones por adelantado."
- Listado de sus poderes:
  1. El poder de ejecutar a cualquiera, sin pruebas[3]
    - El primer ejemplo de esto fue la masacre de 6,000 cautivos samnitas por las tropas de Sila[2]

  2. Sila no estaba obligado a entregar propuestas legislativas a la asamblea de ciudadanos[3]
  3. Su nombramiento como dictador no incluía ningún plazo máximo[3]
  4. El poder de cambiar los números dentro de ciertas posiciones senatoriales[4]
    - Sila aumentó el número de senadores de 150 a 600. También aumentó el tamaño de la curia (sitio de reunión de los senadores) en el Foro; la mayoría de estos nuevos miembros del senado eran de la clase ecuestre, la mayoría del grupo acomodado de ciudadanos romanos fuera del Senado
    - Sila también aumentó el número de Cuestores a 20. Los cuestores eran el grupo menos potente de la magistratura senatorial.
    - El número de Pretores, también se aumentó de 6 a 8

  5. El poder de cambiar las reglas de adelanto de edad dentro del senado romano[5]
    - Sila restauró la ley que solo los ex-cuestores podrían convertirse en pretores; y solo los ex-pretores podrían convertirse en cónsules
    - Nadie podría devenir cuestor antes de la edad de 30 años; nadie podría devenir pretor antes de la edad de 39; nadie podría devenir cónsul antes de la edad de 42
    - Fue fijado por ley que un miembro del senado, después de que su plazo estuviera acabado, debería esperar 10 años antes de alcanzar otro cargo
    - El cargo de tribuno de la plebe fue alterado significativamente: Sila declaró que cualquiera que hubiera servido como tribuno, tendría prohibido ejercer el cargo otra vez; su autoridad fue también drásticamente limitada
    - Los Équites fueron borrados de participar en cualesquier tribunales como jurados

  6. Sila consiguió librarse de las distribuciones de grano que fueron puestas en vigor por Cayo Sempronio Graco, librándose por ello de los subsidios consiguientes[6]
  7. Los poderes de los Gobernadores (Comandantes), y sus actividades, fueron limitados también[7]
    - Un gobernador solo podría entrar en guerra con autorización previa del senado
    - Un gobernador no podría dejar su provincia, a no ser que le fuera concedido por el senado
    - Un gobernador debe abandonar su provincia dentro de los 30 días de la llegada de su sucesor

Los resultados del Lex Valeria fueron tan duros, como corta su duración. Sila se retiró como dictador en 81 a. C., y murió de insuficiencia hepática aguda, no mucho tiempo después. Sin embargo, incluso antes de su muerte, Marco Emilio Lépido (cónsul elegido en 78) revocó la mayoría de las actuaciones de Sila, y re-introdujo las distribuciones de grano.